# Atarba (Atarba) aperta aperta
Atarba (Atarba) aperta aperta is een ondersoort van de tweevleugelige Atarba (Atarba) aperta uit de familie steltmuggen (Limoniidae). De ondersoort komt voor in het Neotropisch gebied.